# Jacques Sédillot
Jacques Sédillot (* 24. Februar 1912 in Toul, Frankreich; † 6. Januar 1976 in Pjöngjang, Nordkorea) war ein französischer Kommunist, Widerstandskämpfer und Übersetzer. Er arbeitete etwa ein Jahr lang für die nordkoreanische Regierung in Pjöngjang und war von 1967 bis 1975 in Nordkorea inhaftiert.

## Biografie

### Frankreich
Sédillot wurde 1912 in der ostfranzösischen Stadt Toul geboren. Sein Vater war Soldat in der französischen Armee. Sédillot wurde Mitglied der Kommunistischen Partei Frankreichs und ließ sich in den 1930er-Jahren in Tours nieder, wo die Partei 1920 gegründet worden war. Er wurde auf regionaler Ebene Parteisekretär für Kulturangelegenheiten. Ab Oktober 1936 beobachtete er als Journalist den Spanischen Bürgerkrieg. Sédillot schrieb unter anderem für die kommunistische Regionalzeitung La Voix du peuple de Touraine. In den späten 1930er-Jahren kämpfte er in den Internationalen Brigaden im Battalion Henri Barbusse auf der Seite der Spanischen Republik gegen das Franco-Regime. Einer Quelle zufolge nutzte Sédillot zu dieser Zeit das Pseudonym Manuel Cedillo.
Eine Quelle berichtet, dass Sédillot „Jahre später nach Algerien ging.“ Der britische Journalist John Sweeney macht daraus eine Teilnahme Sédillots am Algerienkrieg. Eine andere Quelle berichtet, dass Sédillot nach dem Ende des Zweiten Weltkriegs wieder in Tours wohnte. Er gründete und betrieb zeitweise eine Sprachenschule. Politisch war er auch in der Nachkriegszeit weiterhin Kommunist.

### Nordkorea

#### Tätigkeit als Übersetzer
1966 erhielt Sédillot eine Einladung aus Nordkorea, als Übersetzer für das dortige Außenministerium zu arbeiten. Er zog nach Pjöngjang und begann, Propagandaschriften der Partei der Arbeit Koreas ins Französische zu übertragen. Er lernte dort den venezolanischen Schriftsteller Alí Lameda kennen, der ebenfalls 1966 nach Nordkorea gekommen war und Übersetzungen ins Spanische vornahm. Im Frühjahr 1967 reiste Sédillot im Auftrag der nordkoreanischen Regierung nach Frankreich, um dort die von ihm übersetzten Schriften zu verbreiten, ihre Wirkungen zu untersuchen und weitere Übersetzer anzuwerben. Nach seiner Rückkehr nach Pjöngjang im Juni oder Juli 1967 berichtete Sédillot, dass die nordkoreanische Propaganda wirkungslos geblieben sei; namentlich der Personenkult um Kim Il-sung sei auf Unverständnis gestoßen. Nach Darstellung Alí Lamedas habe Sédillot die nordkoreanischen Stellen darauf hingewiesen, dass es nicht glaubhaft sei, dass Kim Il-sung bereits als 14-Jähriger alleine die Kommunistische Partei Koreas geführt, eine Revolution ausgerufen und eine Armee im Kampf gegen japanische Besatzungstruppen kommandiert habe.

#### Haft und Tod
Im Juli 1967 wurde Sédillot wegen des Vorwurfs, ein Spion und „Agent für den französischen Imperialismus“ zu sein, verhaftet und im September 1967 zu einer 20-jährigen Haftstrafe verurteilt. Zur gleichen Zeit wurde auch Alí Lameda verhaftet; er erhielt ebenfalls eine langjährige Haftstrafe. Sédillot wurde Ende 1975 freigelassen, nachdem sich Étienne Manac’h, der Botschafter Frankreichs in China, nachdrücklich für ihn eingesetzt hatte. Manac’h traf den inzwischen 63 Jahre alten Sédillot sechs Tage nach dessen Freilassung im Oktober 1975 in einem Hotel in Pjöngjang. Sédillot befand sich in sehr schlechtem Gesundheitszustand. Er wollte nach Frankreich zurückkehren, starb aber, bevor seine Reisefähigkeit wieder hergestellt war, Anfang Januar 1976 in Pjöngjang.
Lameda stellte die Verhaftung Sédillots und seine eigene rückblickend in einen Zusammenhang mit dem sogenannten Zwischenfall der Kapsan-Fraktion (englisch: Kapsan Faction Incident) aus dem Jahr 1966, dem Versuch einer Gruppe um Pak Kum-chol, den zunehmend autokratisch regierenden Machthaber Kim Il-sung zu stürzen und die Wirtschaftspolitik des Landes neu auszurichten. Der Putschversuch, der auf einen Einbruch der Wirtschaft Nordkoreas folgte, blieb erfolglos und zog 1967 eine Säuberungswelle nach sich, der unter anderem Pak Kum-chol zum Opfer fiel und die Kim Il-sungs Position festigte. Die Verhaftung der beiden Übersetzer habe mit dieser Säuberungswelle und einer damit verbundenen Paranoia des nordkoreanischen Regimes zu tun gehabt.